# Joseph Nicolas Nicollet
Joseph Nicolas Nicollet, também conhecido como Jean-Nicolas Nicollet (Cluses, 24 de julho de 1786 – Washington, D.C., 11 de setembro de 1843) foi um matemático e geógrafo francês.
A partir de 1817 trabalhou no Observatório de Paris com Pierre-Simon Laplace. Foi depois professor de matemática do Lycée Louis-le-Grand. Em 1832 imigrou para os Estados Unidos.
Dirigiu três expedições no alto do rio Mississippi. Em 1839 foi para Washington, D.C., onde adoeceu e morreu. Em 1843 foi publicado seu Map of the Hydrographical Basin of the Upper Mississippi.
O Condado de Nicollet e a cratera lunar Nicollet são denominados em sua memória.

## Bibliografia

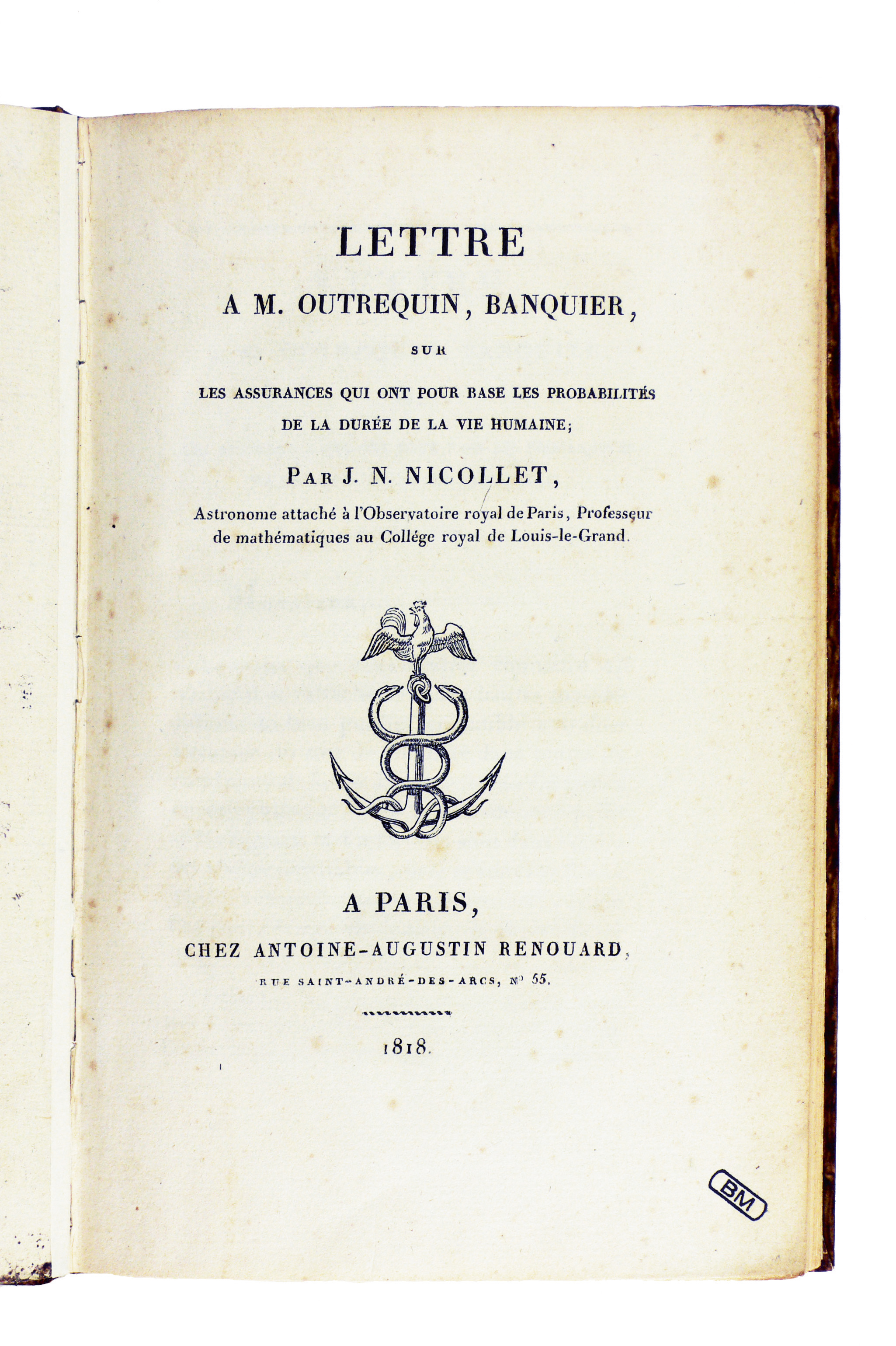
Lettre sur les assurances, 1818